# Туїле (Юта)
Туїле (англ. Tooele) — місто (англ. city) в США, в окрузі Туела штату Юта. Населення — 35 742 особи (2020).

## Географія
Туїле розташований за координатами 40°32′49″ пн. ш. 112°18′36″ зх. д. / 40.54694° пн. ш. 112.31000° зх. д. (40.547018, -112.309954).  За даними Бюро перепису населення США в 2010 році місто мало площу 55,59 км², з яких 55,55 км² — суходіл та 0,04 км² — водойми. В 2017 році площа становила 62,44 км², з яких 62,40 км² — суходіл та 0,04 км² — водойми.

### Клімат
Місто знаходиться у зоні, котра характеризується вологим континентальним кліматом зі спекотним літом. Найтепліший місяць — липень із середньою температурою 24.4 °C (76 °F). Найхолодніший місяць — січень, із середньою температурою -1.7 °С (29 °F).
| Клімат Туїле            | Клімат Туїле | Клімат Туїле | Клімат Туїле | Клімат Туїле | Клімат Туїле | Клімат Туїле | Клімат Туїле | Клімат Туїле | Клімат Туїле | Клімат Туїле | Клімат Туїле | Клімат Туїле | Клімат Туїле |
| Показник                | Січ.         | Лют.         | Бер.         | Квіт.        | Трав.        | Черв.        | Лип.         | Серп.        | Вер.         | Жовт.        | Лист.        | Груд.        | Рік          |
| Абсолютний максимум, °C | 19,4         | 21,1         | 25,6         | 31,1         | 36,1         | 38,9         | 41,1         | 40,6         | 36,7         | 31,1         | 23,9         | 21,1         | 41,1         |
| Середній максимум, °C   | 3,4          | 6            | 10,7         | 15,8         | 21,1         | 26,8         | 31,7         | 30,6         | 25,1         | 17,7         | 9,6          | 4,1          | 16,9         |
| Середня температура, °C | −1,7         | 0,7          | 4,9          | 9,5          | 14,4         | 19,7         | 24,4         | 23,4         | 18           | 11,1         | 4,1          | −0,8         | 10,6         |
| Середній мінімум, °C    | −6,8         | −4,5         | −0,9         | 3,2          | 7,7          | 12,6         | 17,1         | 16,1         | 10,9         | 4,6          | −1,4         | −5,7         | 4,4          |
| Абсолютний мінімум, °C  | −26,1        | −26,7        | −16,1        | −10          | −6,1         | −2,8         | −2,2         | −10          | −6,7         | −11,7        | −21,7        | −26,7        | −26,7        |
| Норма опадів, мм        | 34           | 38           | 53           | 54           | 49           | 26           | 20           | 22           | 27           | 39           | 41           | 35           | 438          |
| Днів з опадами          | 7            | 7            | 8            | 8            | 8            | 5            | 5            | 5            | 5            | 6            | 6            | 7            | 77           |
| Днів зі снігом          | 5,4          | 5            | 4,5          | 2,3          | 0,5          | 0            | 0            | 0            | 0            | 0,8          | 3,9          | 6,2          | 28,6         |
| ----------------------- | ------------ | ------------ | ------------ | ------------ | ------------ | ------------ | ------------ | ------------ | ------------ | ------------ | ------------ | ------------ | ------------ |
| Джерело: Weatherbase    |              |              |              |              |              |              |              |              |              |              |              |              |              |

## Демографія
Згідно з переписом 2010 року, у місті мешкало 31 605 осіб у 9959 домогосподарствах у складі 7746 родин. Густота населення становила 569 осіб/км².  Було 10646 помешкань (191/км²).
Расовий склад населення:
| - 89,6 % — білих - 1,0 % — корінних американців - 0,8 % — чорних або афроамериканців - 0,6 % — азіатів - 0,4 % — вихідців з тихоокеанських островів - 4,4 % — осіб інших рас |

До двох чи більше рас належало 3,0 %. Частка іспаномовних становила 12,9 % від усіх жителів.
За віковим діапазоном населення розподілялося таким чином: 35,8 % — особи молодші 18 років, 56,2 % — особи у віці 18—64 років, 8,0 % — особи у віці 65 років та старші. Медіана віку мешканця становила 29,2 року. На 100 осіб жіночої статі у місті припадало 100,4 чоловіків;  на 100 жінок у віці від 18 років та старших — 98,5 чоловіків також старших 18 років.
Середній дохід на одне домашнє господарство  становив 67 834 долари США (медіана — 57 390), а середній дохід на одну сім'ю — 74 446 доларів (медіана — 66 161). Медіана доходів становила 51 858 доларів для чоловіків та 36 358 доларів для жінок. За межею бідності перебувало 7,6 % осіб, у тому числі 6,4 % дітей у віці до 18 років та 6,0 % осіб у віці 65 років та старших.
Цивільне працевлаштоване населення становило 14 085 осіб. Основні галузі зайнятості: освіта, охорона здоров'я та соціальна допомога — 17,8 %, роздрібна торгівля — 12,3 %, виробництво — 11,4 %, публічна адміністрація — 10,7 %.